# Ismaël ben Phiabi
Ismaël ben Phiabi was hogepriester in de Joodse tempel van Jeruzalem.

## Eén of twee personen?
Zowel in 15-16 na Chr. als in 59-61 na Chr. was er een hogepriester die Ismaël ben Phiabi heette. Het is echter niet duidelijk of het gaat om dezelfde persoon (die dan tweemaal het ambt heeft bekleed, zoals ook Ananel en wellicht Jonathan ben Ananus) of dat er sprake is van twee verschillende personen met dezelfde naam en uit dezelfde familie (zoals Ananus de zoon van Ananus). Hoe het ook zij, over het hogepriesterschap in de eerstgenoemde periode zijn verder nauwelijks gegevens bekend.

## Het hogepriesterschap van 59-61
De Ismaël die van 59-61 hogepriester was, werd benoemd door Herodes Agrippa II. Zijn ambtstermijn werd gekenmerkt door hevige conflicten. Ismaël lag zowel overhoop met zijn voorgangers (die nog steeds hogepriester genoemd werden) als met gewone priesters en verschillende uit de Joodse aristocratie. De conflicten leidden soms tot gewelddadigheden, maar deze waren in de ogen van Agrippa en de toenmalige procuratoren over Judea, niet ernstig genoeg om Ismaël uit zijn ambt te ontzetten.

## Einde van Ismaëls hogepriesterschap
Uiteindelijk kwam Ismaël ook in conflict met Agrippa. De aanleiding hiervoor was dat Agrippa een dicht bij de tempelberg gelegen paleis van de Hasmoneeën liet restaureren en uitbreiden. Bij de herbouw werd de eetzaal van het paleis zodanig gesitueerd dat Agrippa vandaaruit uitzicht had op het tempelplein. Ismaël en de andere (hoge)priesters vonden dit aanstootgevend en bouwden een hoge muur aan de rand van het tempelplein, die Agrippa het uitzicht ontnam. Onbedoeld neveneffect was echter dat het tempelplein ook niet meer te zien was vanuit de post waar de procurator tijdens Joodse feestdagen gewoonlijk soldaten posteerde om de tempel in de gaten te houden, uit vrees voor onlusten.
Porcius Festus, de toenmalige procurator, gelastte Ismaël dan ook de muur af te breken. Deze weigerde dit echter met als argument dat het voor een Jood ondraaglijk zou zijn een deel van de tempel af te breken. Festus wilde de zaak niet op de spits drijven en gaf daarom toe aan Ismaëls verzoek de zaak aan keizer Nero voor te leggen. Deze besloot dat de tempel mocht blijven in de staat waarin deze op dat moment was, maar dat Ismaël en Helcias (de thesauriër van de tempel) als gijzelaars in Rome moesten blijven. Hierdoor was het onmogelijk voor Ismaël nog langer het ambt van hogepriester uit te oefenen. Jozef Kabi ben Simon werd hogepriester in zijn plaats.